# Casa de Uceda (kommun)
Casa de Uceda är en kommun i Spanien.   Den ligger i provinsen Provincia de Guadalajara och regionen Kastilien-La Mancha, i den centrala delen av landet, 60 km nordost om huvudstaden Madrid. Antalet invånare är 128. Arean är 21,0 kvadratkilometer. Casa de Uceda gränsar till Valdepeñas de la Sierra.
Terrängen i Casa de Uceda är huvudsakligen platt, men åt nordväst är den kuperad.